# Talitroides alluaudi
Talitroides alluaudi is een vlokreeftensoort uit de familie van de Talitridae. De wetenschappelijke naam van de soort is voor het eerst geldig gepubliceerd in 1896 door Chevreux.